# 阿伦东克
阿伦东克（荷蘭語：Arendonk，荷蘭語發音：[ˈaːrəndɔŋk] ⓘ）是比利时弗拉芒大區安特衛普省蒂倫豪特區的一个市镇，东与荷兰接壤，通行荷蘭語，是弗拉芒社群的一部分，面积55.38平方千米，人口13,290人（2020年1月1日）。